# 汉姆氏马先蒿
汉姆氏马先蒿（学名：Pedicularis hemsleyana）是列当科马先蒿属的植物，为中国的特有植物。分布于中国大陆的四川等地，生长于海拔2,900米至4,000米的地区，目前尚未由人工引种栽培。